# Réserve naturelle de Silvermine
La réserve naturelle de Silvermine fait partie du Parc national de la montagne de la Table au Cap, en Afrique du Sud. 

## Géographie
Il recouvre une partie de la chaîne de montagnes de la péninsule du Cap depuis les montagnes de Kalk Bay jusqu'à Constantiaberg. La zone est un espace de conservation pour la végétation de fynbos.
La route principale dite Ou Kaapse Weg traverse la réserve, la coupant en une section nord et sud. Le réservoir de Silvermine, du côté nord, a été construit en 1898 pour alimenter le Cap en eau.
Jusqu’en l'an 2000, il y avait d’importantes plantations de pins dans la réserve, mais le dernier pin a été abattu à la suite de l’incendie majeur qui a eu lieu cette année-là. La zone a de nouveau été incendiée en mars 2015 et la réserve a été fermée pour le reste de l’année.
La région est populaire pour la marche, les randonnées, le pique-nique et le vélo de montagne. Il y a un certain nombre de grottes en grès dans la réserve et il y a des voies d’escalade vers Muizenberg Peak.
La rivière Silvermine, qui part de la réserve et va jusqu’à Clovelly, est la seule rivière de la péninsule du Cap qui parcourt tout son cours sans passer par une zone urbanisée.
Le Centre de coordination du sauvetage maritime de la marine sud-africaine se trouve dans un bunker souterrain sur les flancs de la montagne Silvermine.